# 西安云巴
西安云巴是一条运营中的膠輪導向有轨电车线路，採用比亞迪的云巴技術，全长17.437公里，共设18站。

## 历史
2019年9月25日，《西安高新区有轨电车试验线环境影响评价第一次公示》发布。
2020年2月14日，《西安高新区有轨电车试验线环境影响报告书（征求意见稿）》发布。
2020年2月，西安高新区有轨电车开始招标。同月，建设项目用地预审被陕西省国土资源厅以陕自然资预审【2020】1号批复。
2020年3月，有轨电车项目可行性研究报告被陕西省发改委以陕发改基础【2020】192号批复。
2020年5月31日，西安高新区有轨电车开工。
2020年6月4日，比亚迪建工招聘公告发布，内有招聘西安云巴现场技术工作的通知。
2020年8月4日，该项目环评获批。同月25日，该工程可行性研究报告已获得批复，初步设计方案已基本稳定。
截止2020年10月，祝村站、天谷四路、云水一路站和比亚迪站已完成地勘。
2020年11月3日，西安交通住建局回复称有轨电车会议中心站目前暂设置于天谷七路与云水一路交叉口西北角约60米处。路侧绿化带内。11月23日，西安高新区有轨电试验线沿街风貌提升改造及沿线车站外立面方案公示情况说明发布。
2020年12月2日，该项目初步设计被陕西省发改委以陕发改基础【2020】1667号批复。
2024年2月26日，西安高新区管委会公布了有轨电车试验线车站命名方案。3月28日，经修订后的有轨电车试验线站名正式获批公告。
2024年7月，免费试乘，该试乘于14日结束。
2024年8月12日，西安云巴正式开通运营。

## 车站列表
所有车站都位于西安市内。
| 站名         | 行政区 | 启用日期      | 接驳线路 | 站台类型     |
| ------------ | ------ | ------------- | -------- | ------------ |
| 鱼化寨       | 雁塔区 | 2024年8月12日 | 3号线    | 高架侧式站台 |
| 西晁         | 雁塔区 | 2024年8月12日 |          | 高架岛式站台 |
| 天谷四路     | 雁塔区 | 2024年8月12日 |          | 高架岛式站台 |
| 省图高新馆   | 雁塔区 | 2024年8月12日 |          | 高架岛式站台 |
| 软件新城     | 雁塔区 | 2024年8月12日 |          | 高架岛式站台 |
| 锦业路西     | 雁塔区 | 2024年8月12日 |          | 高架岛式站台 |
| 丈八七路     | 雁塔区 | 2024年8月12日 |          | 高架岛式站台 |
| 东滩         | 雁塔区 | 2024年8月12日 |          | 高架岛式站台 |
| 丈八五路     | 雁塔区 | 2024年8月12日 |          | 高架岛式站台 |
| 丈八四路     | 雁塔区 | 2024年8月12日 | 6号线    | 高架岛式站台 |
| 付村         | 长安区 | 2024年8月12日 |          | 高架岛式站台 |
| 紫薇田园都市 | 长安区 | 2024年8月12日 |          | 高架岛式站台 |
| 时代广场     | 长安区 | 2024年8月12日 |          | 高架岛式站台 |
| 发展大道     | 长安区 | 2024年8月12日 |          | 高架岛式站台 |
| 西太路       | 长安区 | 2024年8月12日 |          | 高架侧式站台 |
| 毕原二路     | 长安区 | 2024年8月12日 |          | 高架侧式站台 |
| 祝村         | 长安区 | 2024年8月12日 | 15号线   | 高架侧式站台 |
| 恒业大道     | 长安区 | 2024年8月12日 |          | 高架侧式站台 |

## 图集
- 西安云巴时代广场站A口
- 西安云巴紫薇田园都市站B口
- 西安高新区有轨电车使用的轨道
- 时代广场站施工区域（2023年4月）